# Rhamphochela carinata
Rhamphochela carinata är en kräftdjursart som först beskrevs av Heron och Damkaer 1978.  Rhamphochela carinata ingår i släktet Rhamphochela och familjen Lubbockiidae. Inga underarter finns listade i Catalogue of Life.